# Station Saintes
Station Saintes is een spoorwegstation in de Franse gemeente Saintes.
Het station werd geopend op 10 april 1867 met in het begin drie treinen per dag. Het werd een belangrijk station voor personen- en goederenvervoer.
Het eerste stationsgebouw werd te klein en in 1897 kwam er een nieuw gebouw. In het centrale deel bevonden zich de loketten en de toegang tot de sporen. Het plafond van de centrale hal was versierd met keramische tegels. In de rechtervleugel was het buffet en in de linkervleugel een koeriersdienst.
In 1944 werd het station verwoest door geallieerde bombardementen. Door een snelle heropbouw was al in september weer treinverkeer mogelijk. Het stationsgebouw werd heropgebouwd volgens het ontwerp van 1897. In 1993 werd dit gebouw gerestaureerd.